# Teofil Tugendhold
Teofil Abraham Tugendhold (ur. 2 sierpnia 1855 w Płocku, zm. 2 maja 1935 w Łodzi) – farmaceuta, historyk farmacji.

## Życiorys
Ukończył gimnazjum w Warszawie. Następnie rozpoczął studia na Wydziale Farmacji Uniwersytetu Warszawskiego, które ukończył w Moskwie, gdzie uzyskał stopień prowizora farmacji w 1888. W 1890 przeprowadził się do Maciejowic k. Siedlec, gdzie zarządzał apteką. W 1893 przeprowadził się do Łodzi, gdzie objął kierownictwo apteki szpitala im. Izraela i Leony Poznańskich, którą prowadził do jej zamknięcia w 1932. Następnie podjął pracę w laboratorium badań w łódzkiej Kasie Chorych, niemniej ze względu na podeszły wiek krótko piastował to stanowisko. Był także członkiem Związku Bibliotekarzy Polskich, honorowym członkiem Łódzkiego Stowarzyszenia Aptekarzy, Związku Zawodowego Farmaceutów Pracowników RP, Kongresu Farmaceutów w Hadze, wiceprezesem Polskiego Towarzystwa Esperantystów, członkiem zarządu łódzkiego Muzeum Nauki i Sztuki oraz w późniejszym okresie członkiem Towarzystwa Muzeum Nauki i Sztuki. Ponadto był kierownikiem Biblioteki Towarzystwa Farmaceutów.

### Działalność naukowa
Oprócz pracy zawodowej realizował się naukowo. Był autorem licznych publikacji naukowych, m.in. w „Farmacji”, „Wiadomościach Farmaceutycznych”, „Kronice Farmaceutycznej”, „Nowym Czasopiśmie Aptekarskim”, czy w niemieckiej „Pharmazeutische Zeitung”. Szczególnie interesowała go historia farmacji – wśród jego prac na ten temat wyróżnia się: „O zwierzętach w medycynie dawnej i dzisiejszej”, „Farmakopeja – jej powstanie i rozwój historyczny”, „Lekopisy, ich rozwój i znaczenie dla farmacji”. Publikował również na tematy ziołolecznictwa i medycyny naturalnej, a także o funkcjonowaniu aptek i zarządzania lekami. Opublikował wraz z Sewerynem Sterlingiem i L. Sikorskim w 1900 broszurę „Sposoby przepisywania leków in praxis pauperum” na temat oszczędnego przepisywania leków. Był również autorem odczytów o farmacji, m.in. w 1912 na I Zjeździe Aptekarzy Królestwa Polskiego, pt. „Zarys Historyczny Aptekarstwa” oraz „Dzieje i rozwój chemii farmaceutyczne”.
Ponadto publikował na tematy niezwiązane z farmacją – na łamach „Gazety Łódzkiej” podjął się krytyki Szekspira, w artykule „Szekspir i jego wiedza ludowa i wiadomości o Polsce”, a na łamach tygodnika „Prawda” opublikował artykuł „Amulety” o przedmiotach magicznych.
Przez całe życie zbierał księgozbiór farmaceutyczny (ponad 800 tomów publikacji), który ostatecznie przekazał Wydziałowi Farmacji Uniwersytetu Warszawskiego.

### Życie prywatne
Był pochodzenia żydowskiego. Syn Debory (Dwojry) z d. Poznańskiej (1821–1893), siostry Izraela Poznańskiego, oraz lekarza – Saumela Tugendholda, brata Jakuba Tugendholda, mąż Felicji Tugendhold (ur. 1861).